# Spazio primo-numerabile
In topologia, uno spazio topologico si dice primo-numerabile se soddisfa il primo assioma di numerabilità, ovvero se ogni suo punto ammette un sistema fondamentale di intorni numerabile.

## Proprietà
Una delle proprietà notevoli di uno spazio topologico X primo-numerabile è che per ogni suo sottoinsieme A, un punto x appartiene alla sua  chiusura se e soltanto se esiste una successione di punti di A che converge a x. Questo risultato ha delle conseguenze circa le nozioni di limite e continuità. In particolare, se f è una funzione il cui dominio è uno spazio primo-numerabile X, allora f ammette un limite L nel punto x se e soltanto se per ogni successione xn → x, dove xn ≠ x per ogni n, si ha f(xn) → L. Inoltre, f risulterà continua in x se e soltanto se per ogni successione  xn convergente a x, la successione dei punti immagine f(xn) convergerà a f(x).
Negli spazi primo-numerabili, le proprietà di  compattezza per successioni e  compattezza numerabile sono equivalenti. Tuttavia, esistono spazi topologici compatti per successioni e compatto-numerabili che non sono  compatti (tali spazi non possono essere spazi metrici). Un esempio di spazio topologico con queste caratteristiche è lo spazio ordinale [0,ω1) con la topologia ordinata. Ogni spazio topologico primo-numerabile è uno spazio compattamente generato (ovvero k-spazio). 
Ogni sottospazio topologico di uno spazio topologico primo-numerabile è primo-numerabile. Il prodotto numerabile di spazi topologici primo-numerabili è uno spazio primo-numerabile.